# 謝廷瑞
謝廷瑞（1463年—？），字邦應，福建福州府長樂縣人，軍籍，明朝政治人物。

## 生平
弘治十一年（1498年）戊午科福建鄉試第三名舉人。弘治十五年（1502年）中式壬戌科會試第一百二十八名，二甲第五十二名進士。曾官廣東瓊州府知府。

## 家族
曾祖謝琬；祖父謝孟安，封知府；父謝士穆，前母陳氏、潘氏，繼母梁氏。具庆下。兄謝廷秀（贡士）、謝廷柱（大理寺右評事）。